# Koninklijke Maatschappij Sportkring Deinze
Il Koninklijke Maatschappij Sportkring Deinze, noto semplicemente come KMSK Deinze, è stata una società calcistica belga con sede nella città di Deinze.

## Storia
Il club fu fondato il 12 marzo 1926 nella città di Deinze ed 8 giorni più tardi si iscrisse alla federazione belga ricevendo il numero di matricola 818. Per i primi decenni si alternò fra le serie provinciali e la quarta divisione senza riuscire a raggiungere i campionati professionistici del Paese.
Nella stagione 1991-1992 vinse il suo primo titolo ottenendo la promozione in terza divisione per la prima volta nella sua storia e bissò il successo anche nella stagione successiva guadagnandosi un posto in Tweede klasse in vista della campionato 1993-1994. Rimase in seconda divisione per 16 stagioni consecutive ed ottenne il miglior risultato nel 1996-1997 quando si qualificò per i play-off dopo aver concluso il campionato secondo a soli tre punti dalla testa della classifica.
Dopo la retrocessione del 2009 il club disputò sei campionati di terza divisione in cui raggiunse quasi sempre i playoff ed ottenne la promozione solo nel 2015, quando concluse il torneo in seconda posizione. Classificatosi quattordicesimo, retrocesse un anno dopo per via della riforma che coinvolse il calcio belga ed approdò nella neonata Division 1 Amateur.
Nel 2020 venne promosso in Division 1B essendo al primo posto al momento dell'interruzione del torneo a causa della Pandemia di COVID-19.
Nel corso della stagione 2024-2025, a causa di gravi problemi finanziari, la società è stata costretta a dichiarare fallimento e, di conseguenza, è stata esclusa dal campionato.

## Palmarès
- Campionato belga di quarta divisione: 1

1991-1992
- Campionato belga di terza divisione: 2

1992-1993, 2019-2020